# Besik Lezhava
Besik Lezhava (en géorgien : ბესიკ ლეჟავა), né le 21 février 1986, à Tbilissi, en Géorgie, est un joueur géorgien de basket-ball. Il évolue au poste d'arrière.